# Valys
De naam Valys wordt sinds 1 april 2004 in Nederland gebruikt voor het bovenregionaal sociaal-recreatief vervoer voor mensen met een handicap.

## Naam en betekenis
De naam Valys is eigendom van het ministerie van Volksgezondheid, Welzijn en Sport. Het is niet alleen een merknaam, die ter beschikking wordt gesteld aan het bedrijf dat het vervoer regelt, maar duidt ook op de voorziening in algemene zin.

## Geschiedenis
Gemeenten waren vanaf 1995 onder de Wet voorzieningen gehandicapten (Wvg) verplicht om naast het lokale vervoer ook bovenregionaal vervoer aan te bieden voor mensen met een beperking, wanneer er sprake was van dreigend sociaal isolement. Zij hadden in de praktijk moeite om dit vervoer te organiseren.
De voorloper van Valys, die de naam Traxx droeg, werd in 1998 ingevoerd om dit probleem op te lossen. Behalve de complexiteit voor gemeenten was een andere reden dat de Tweede Kamer de eis van 'dreigend sociaal isolement' erg streng vond. Traxx werd betaald door VWS en geregeld in een privaatrechtelijk contract met de vervoerders.
De voorziening was bedoeld als een manier om reizen met de trein makkelijk en toegankelijk te maken voor mensen met een beperking door het voor- en natransport te vereenvoudigen. Reizigers hadden echter de vrije keus om de hele rit van deur tot deur per taxi te rijden. Het kilometerbudget is dan sneller op, maar de reis is eenvoudiger en duurt korter.
Bij de overgang van Traxx naar Valys op 1 april 2004 werd er meer de nadruk op gelegd om zoveel mogelijk gebruik te maken van het reguliere openbaar vervoer: waar bij Traxx het voor- en natransport uit taxivervoer bestond, wordt er bij Valys altijd eerst gekeken of er voor de individuele reiziger op het betreffende traject gebruikgemaakt kan worden van het reguliere openbare vervoer zoals bus, tram of metro.

## Valys als voorziening
Valys is bedoeld voor mensen met een beperking. De voorziening is opgezet om ervoor te zorgen dat mensen met een beperking niet alleen in de eigen gemeente van deur tot deur kunnen reizen (daarvoor werd in de jaren negentig vanuit gemeenten en provincies de regiotaxi opgezet), maar – in aanvulling daarop – ook langere reizen kunnen maken wanneer dat met het openbaar vervoer niet mogelijk is. Verder werd het natransport (tussen het eindstation en de bestemming) geregeld: een regiotaxipas (en het bijbehorende lage tarief en de aanspraak op een rolstoeltoegankelijk busje) is namelijk alleen geldig in de gemeente waar iemand woont.
Een Valys-pas kan worden aangevraagd door iedereen die een gehandicaptenparkeerkaart heeft, een OV-begeleiderskaart, of een Wmo-vervoervoorziening van de gemeente. Wie een Valys-pas heeft, krijgt elk jaar een kilometerbudget. In 2019 bedroeg dit budget 700 kilometer. Dit budget is beschikbaar voor het maken van taxireizen tegen een gesubsidieerd tarief (in 2019: 20 cent per kilometer). De gebruiker kan ook reizen boeken die deels per trein gaan. Dat deel van de reis gaat dan niet ten koste van het kilometerbudget.
Valys-pashouders met een ernstige beperking die geen enkele reis met openbaar vervoer kunnen maken hebben recht op Valys-vervoer met een hoog kilometerbudget ("HoogPKB"). In 2019 is dit hoge budget goed voor 2350 kilometer.